# Serpollet-Kessel

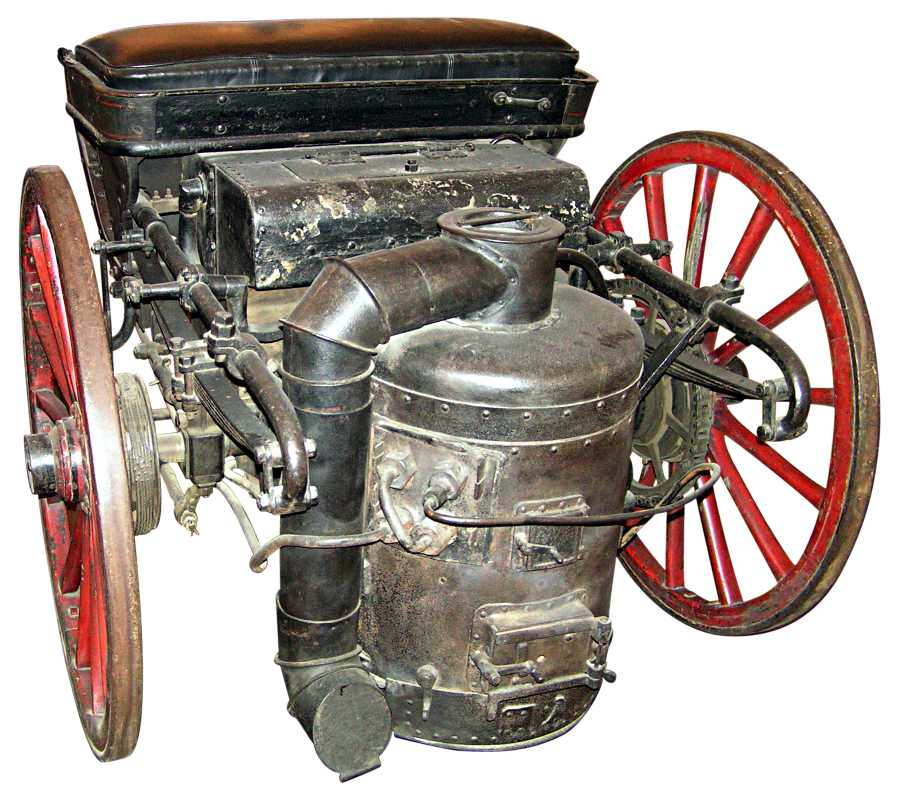
Moteur Serpollet von 1888

Der Serpollet-Kessel ist ein Dampferzeuger mit unmittelbarer Dampferzeugung; das heißt, es wird dem Kesselraum nur so viel Wasser zugeführt, wie sofort in der angeschlossenen Dampfmaschine verbraucht wird. Der sonst übliche Wasserraum im Kessel wird vermieden.
Erfunden und zum Patent angemeldete wurde der Kessel 1881 von Henri Serpollet (1848–1915), später wurde er maßgeblich von dessen Bruder Léon Serpollet weiterentwickelt.
Das benutzte Prinzip der Dampferzeugung war keine neue Erfindung, es besteht darin, dass Wasser zwischen zwei einander möglichst nahegerückte, von außen erwärmte Metallwände eingespritzt wird, wobei eine augenblickliche Verdampfung stattfindet. Die Gebrüder Serpollet verwendeten zur Herstellung der Heizrohre ein Kupferrohr, welches durch Warmwalzen zusammengedrückt und dann spiralförmig gebogen wurde. An die beiden Rohrenden wurden Speisevorrichtung und Dampfleitung angeschlossen und das Wasser in das mit Petroleum auf etwa 250 °C erhitzte Rohr geleitet.
Die Kesselsteinbildung sollte bei dieser Bauart gering ausfallen. Die Speisevorrichtung für Frischwasser musste exakt arbeiten; zum einen, um eine Überhitzung und damit Zerstörung der Rohrleitungen zu verhindern und zum anderen, damit die angeschlossene Dampfmaschine regelmäßig lief. Spätere Ausführungen wurden zusätzlich mit Querrippen versehen, um eine größere Heizfläche und eine größere Widerstandsfähigkeit gegen den Innendruck von bis zu 25 bar zu erzielen.
In Frankreich durften diese Kessel ohne die ansonsten vorgeschriebenen Sicherheitsapparate aufgestellt werden.
Neben Antrieben für das Kleingewerbe wurden die Kessel auch zum Betrieb des Serpollet-Dampfdreirads, Dampftriebwagen, Fahrrädern und kleinen Dampfschiffen eingesetzt.